# Christian Friedrich von Boeckh
Christian Friedrich von Boeckh (eller Böckh), född den 13 augusti 1777 i Karlsruhe, död där den 21 augusti 1855, var en tysk politiker, bror till August Boeckh.
von Boeckh trädde 1803 in i statstjänst i Kurfurstendömet Baden, blev 1824 chef i finansministeriet och utnämndes 1828 till finansminister samt inlade som sådan stora förtjänster om Storhertigdömet Baden genom skapandet av en ordnad statshushållning och en fast kredit. År 1844 blev han ministerpresident efter Friedrich von Blittersdorf och pensionerades 1846.